# Melkweg

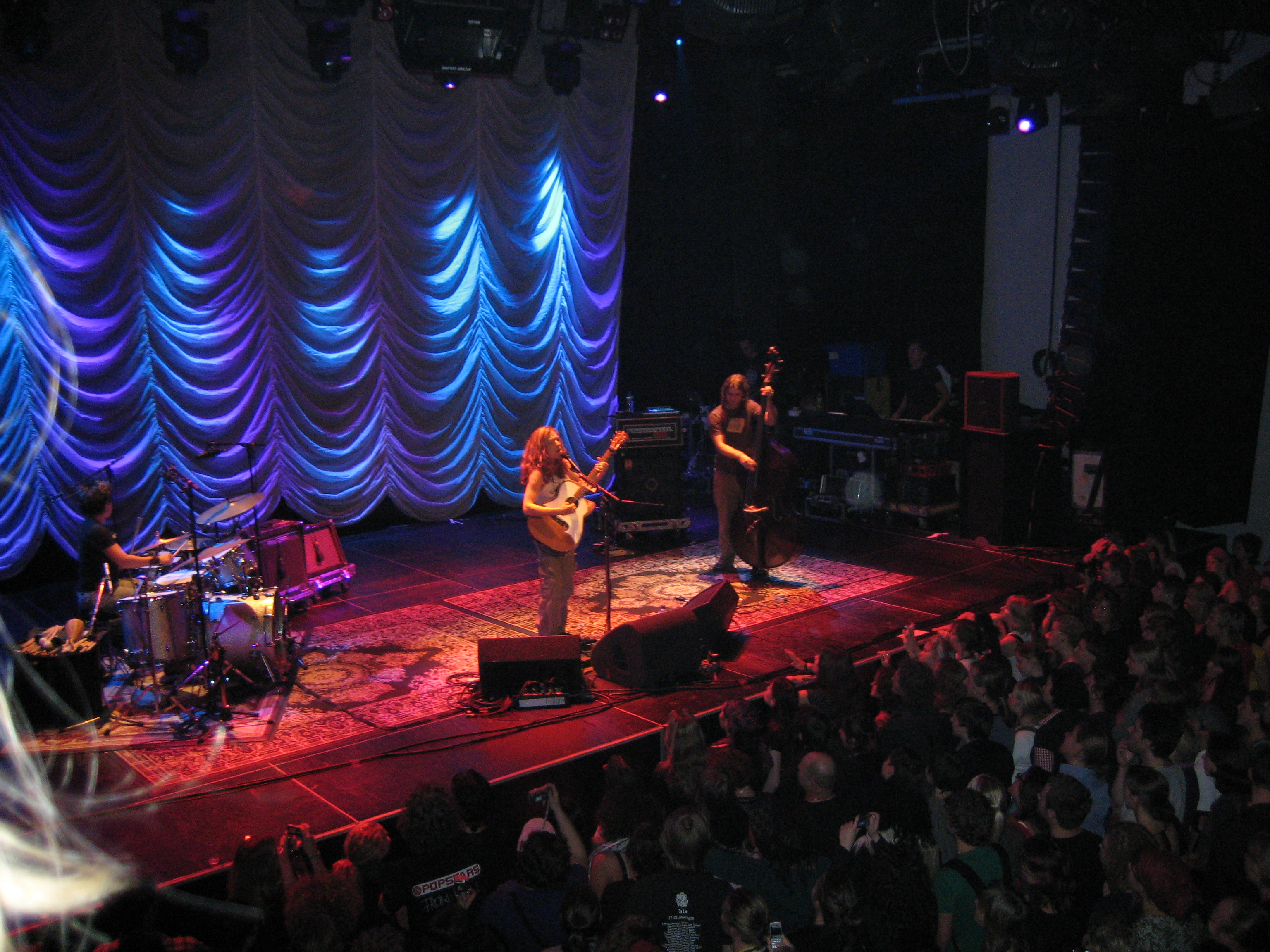
Ani DiFranco concert al 2007

Melkweg és un dels més famosos centres culturals d'Amsterdam, Països Baixos, es troba al carrer Lijnbaansgracht 234a i són representades cinc disciplines artístiques: música/dansa, teatre, mostres cinematogràfiques, fotografia, i exposicions d'art. Està composts de petites sales de fàcil accés on pretén donar la sensació de connexió entre totes les disciplines artístiques representades.
L'Edifici es comprés per dues plantes, la planta baixa on es pot trobar el The Max un espai diàfan multidisciplinal amb capacitat per 1,000 persones, el Oude Zaal utilitzat principalment per concerts amb capacitat per 1,500 persones, una galeria de fotografia i un Cafè-Restaurant, a la primera planta es pot trobar un cinema amb 90 seients, i el Theaterzaal un teatre de 140 seients, un vestíbul i el Tearoom un espai de trobada i discursiu.

## Història
El Melkweg, és gestionat per una organització no lucrativa fundada el 1970 per un grup de teatre neerlandès que va descobrir aquesta antiga fàbrica de llet, d'on prové el seu nom (traducció de l'neerlandès: via de llet o via làctia), completament abandonada al centre d'Amsterdam. Després d'una petita inversió es va adequació l'espai, i varen començar els assajos i les actuacions durant el període estiuenc, transformant la fàbrica en un punt de trobada per milers de ciutadans.
Durant els anys 70, el Melkweg es va establir com a referent ampliant el seu contingut cultural i artístic, oferint espais per l'experimentació de noves expressions artístiques en música, teatre, cinema i dansa.